# Menhir de Castellruf
El menhir de Castellruf se encuentra en el municipio español de Santa María de Martorellas de Arriba, provincia de Barcelona. Ha sido datada en el neolítico final (3300 a. C. - 2500 a. C.).

## Descripción
Es un bloque de granito, de 0,50 metros de lado y una altura de 2,20 m aproximadamente. La piedra te en la parte de superior una sección triangular con los ángulos redondeados, en una de las caras hay un grabado en forma de yugo, que se asemeja a una letra B. El surco del grabado, fue esculpido por repicado y posterior abrasión. Podría ser que el símbolo en forma de B fuera la representación de una diosa de carácter atlántico o de fertilidad. 
Es significativo señalar que en el municipio de Agullana, en la provincia de Gerona, existe otro menhir, el menhir dels Palaus con un símbolo grabado idéntico al de Santa María de Martorelles y de la misma antigüedad.
El menhir fue descubierto por Andrés Cueto del Rio, vecino de Santa María de Martorelles y arqueólogo aficionado, en el interior del bosque de Matas, en la línea de crestas que va desde el cerro de en Galzeran hasta el de Castellruf, en un punto más o menos equidistante de ambos cerros y cerca del desaparecido pino de en Casals (cerca del dolmen de Castellruf y relativamente cerca también del dolmen de Can Gurri). A falta de interés de la administración por el hallazgo, en 1965, por iniciativa de algunos vecinos, la piedra se entablilló con ramas de encina y se bajó con una excavadora de la cantera Cyasa, abriendo camino por el medio del bosque, con muchas dificultades y trabajo, hasta Santa María de Martorelles, donde se colocó en el comienzo de la calle López de Castro-Baixada de la Font.